# Кевин Јанг
Кевин Кертис Јанг (енгл. Kevin Curtis Young; Лос Анђелес, 16. септембар 1966.) је бивши амерички атлетичар, победник у трци на 400 метара с препонама на Олимпијским играма 1992. У финалу овог такмичења поставио је светски и олимпијски рекорд од 46,78 секунди. Јанг је први атлетичар који је тричао 400 метара са препонама брже од 47 секунди. Његов светски рекорд је опстајао скоро 29 година док га није оборио Карстен Ворхолм 1. јула 2021.
Победио је на Светском првенству 1993. са временом 47,18 секунди. Трчао је 12 или 13 корака између препона, одступајући од технике од 13 корака коју је популаризовао Едвин Мосес.

## Каријера

### Почетак каријере
У средњој школи Јанг је био успешан као тркач на 110 метара са препонама.
Јанг је дипломирао на Универзитету Калифорније у Лос Анђелесу, где је у својој трећој години трчао 400 м препоне за 48,15 с, а у четвртој за 47,72 с.
Јанг је дебитовао на једном међународном такмичењу на Играма добре воље 1986. у Москви, СССР. На Олимпијским играма 1988. Јанг је завршио као четврти. На Светском првенству 1991. Јанг је поново био четврти.

### Олимпијско злато и светски рекорд
На Олимпијскм играма у Барселони 1992. Јанг је победио са новим светским рекордом од 46,78. Био је први атлетичар који је претрчао 400 м препоне за мање од 47 секунди. Светски рекорд је био на снази скоро 30 година све док Карстен Вархолм није истрчао 46,70 у Ослу, 1. јула 2021.
У финалу Светског првенства 1993. године Јанг је победио испред Самјуела Матетеа из Замбије.

### Завршетак каријере
Због бројних повреда, Јанг је крајем 1990-их завршио своју каријеру професиналног атлетичара. Јанг је 2006. уврштен Кућу славних атлетичара Сједињених Држава.